# ألان رايت
ألان رايت (بالإنجليزية: Alan Wright)‏ مواليد 28 سبتمبر 1971، هو لاعب كرة قدم بريطاني سابق كان يلعب كمدافع، شارك خلال مسيرته في 614 مباراة وسجل 10 أهداف.

## أندية لعب لها
- نادي ميدلزبره
- كارديف سيتي
- بلاكبيرن روفرز
- ديربي كاونتي
- ليدز يونايتد
- نادي بلاكبول
- شيفيلد يونايتد

## روابط خارجية
- ألان رايت على موقع قاعدة بيانات كرة القدم.إي يو (الإنجليزية)
- ألان رايت على موقع Soccerbase.com (لاعب) (الإنجليزية)
- ألان رايت على موقع عالم كرة القدم.نت (الإنجليزية)